# Vandopsis
Vandopsis Pfitzer è un genere di piante della famiglia delle Orchidacee
cui appartengono 4 specie originarie di un areale che va dal nord-est dell'India al sud-est asiatico.

## Descrizione
Le specie appartenenti a questo genere possono essere terricole, epifite o anche litofite, sono monopodiali e hanno foglie spesse e carnose, infiorescenze ascellari con molti fiori di grandi dimensioni con grandi petali e sepali e labello più piccolo dei petali..

## Distribuzione e habitat
il genere è diffuso in India (Assam), Bhutan, Nepal, Tibet, Bangladesh, Cina meridionale, Myanmar, nell'arcipelago malese, in Laos, Thailandia, Vietnam, Molucche, Piccole Isole della Sonda, Sulawesi, Nuova Guinea e Filippine.

## Tassonomia
Il genere comprende le seguenti specie:
- Vandopsis gigantea (Lindl.) Pfitzer, 1889
- Vandopsis lissochiloides (Gaudich.) Pfitzer, 1889
- Vandopsis shanica (Phillimore & W.W.Sm.) Garay, 1974
- Vandopsis undulata (Lindl.) J.J.Sm., 1912

## Coltivazione
Queste piante amano la piena luce e molta umidità durante tutto l'anno.